# NGC 3419A
NGC 3419A (другие обозначения — UGC 5965, MCG 2-28-19, ZWG 66.42, FGC 1141, PGC 32540) — спиральная галактика с перемычкой, находящаяся в созвездии Льва.
Этот объект не входит в число перечисленных в оригинальной редакции «Нового общего каталога» и был добавлен позднее.
Галактика была открыта 1 апреля 1864 года немецким астрономом Альбертом Мартом. Удаляется от нас с радиальной скоростью 3059 км/с, что соответствует красному смещению 0,010257(3) и расстоянию около 41 Мпк. Галактика видна почти с ребра. Примерно в 5 угловых минутах к югу от неё находится галактика-партнёр, NGC 3419.
Галактика входит в группу галактик LGG 216 вместе со спиральными галактиками NGC 3367, NGC 3391 и линзообразной NGC 3419.
Галактика NGC 3419A входит в состав группы галактик NGC 3367. Помимо NGC 3419A в группу также входят NGC 3367, NGC 3391 и NGC 3419.